# Montgomery Township (Ashland County, Ohio)
Montgomery Township ist eines von fünfzehn Townships des Ashland Countys im US-Bundesstaat Ohio. Das U.S. Census Bureau hat bei der Volkszählung 2020 eine Einwohnerzahl von 2.749 ermittelt.

## Geographie
Montgomery Township liegt nahezu zentral im Ashland County im mittleren Nordosten von Ohio und grenzt im Uhrzeigersinn an die Townships: Orange Township, Jackson Township, Perry Township, Mohican Township, Vermillion Township, Mifflin Township, Milton Township und Clear Creek Township.

## Verwaltung
Das Township wird durch ein Board of Trustees, bestehend aus drei gewählten Mitgliedern, verwaltet. Zwei Personen werden jeweils im Jahr nach der Präsidentschaftswahl gewählt und eine jeweils im Jahr davor. Die Amtszeit dauert in der Regel vier Jahre und beginnt jeweils am 1. Januar. Daneben gibt es noch einen Township Clerk (Schriftführer), der ebenfalls im Jahr vor der Präsidentschaftswahl auf eine vierjährige Amtszeit gewählt wird. Dessen Amtszeit beginnt jeweils am 1. April.